# Budačina
Budačina je přírodní památka, která se nalézá v Kudlovické dolině na katastrálním území Halenkovice v nejzápadnějším výběžku okresu Zlín, asi tři sta metrů od silnice vedoucí z obce Kudlovice do obce Kostelany v pohoří Chřiby. Chráněné území je ve správě Krajského úřadu Zlínského kraje. Přírodní památka je součástí evropsky významné lokality Chřiby.

## Předmět ochrany

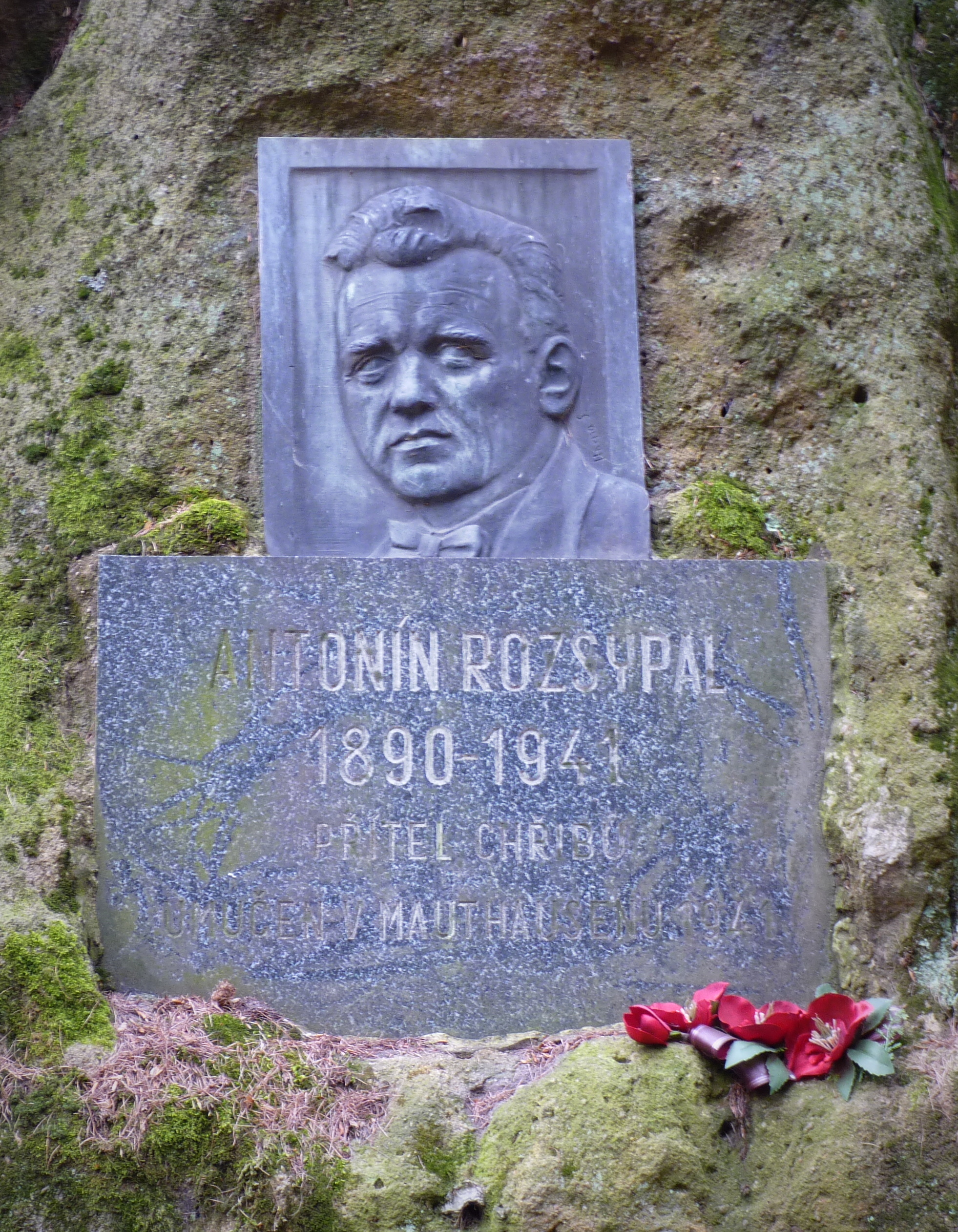
Pamětní deska Antonína Rozsypala

Přírodní památka byla vyhlášena na ochranu geologické a historické lokality, tvořené skupinou čtyř větších pískovcových skal pleistocenního stáří. Součástí chráněného území je také 5 metrů dlouhá puklinová jeskyně a opuštěný pískovcový lom na úpatí. Skály se nacházejí v nadmořské výšce 315 až 375 metrů na hřbetu, stoupajícím v závěru Kudlovické doliny ke kótě Krásná hora (389 metrů)
Jednotlivé skály jsou přirozeným skalním výchozem tvořeným silně ukloněnými (s úklonem mezi 70° až 80°) pískovcovo - slepencovými skalními lavicemi o mocnosti až 4 m. Největším skalním útvarem je zhruba 12 metrů vysoká Velká skála, která je v dolní části dlouhá přibližně 15 metrů. Na severní straně Velké skály se větrnou erozí vytvořily voštiny.
V soutěsce na Velké skále je umístěna pamětní bronzová deska od kroměřížského sochaře Sylvestra Harny k uctění památky Antonína Rozsypala, který byl umučen v roce 1942 v Mauthausenu. Na území přírodní památky se nachází studánka Šerifka, nazvaná podle někdejšího šerifa zdejší trampské osady Josefa Sklenaříka z Halenkovic.

## Pověsti
Podle místních pověstí se traduje, že jeskyně ve skalách Budačiny sloužila jako úkryt pro loupežníky Ondráše a Juráše, kteří odtud vyráželi přepadat kupce, projíždějící po nedaleké stezce.